# Exetastes hastatus
Exetastes hastatus là một loài tò vò trong họ Ichneumonidae.